# Derek Aucoin
Pour les articles homonymes, voir Aucoin.
Derek Alfred Aucoin (né le 27 mars 1970 à Lachine, Québec, Canada et mort le 26 décembre 2020) est un ancien lanceur droitier des Ligues majeures de baseball.

## Carrière
Ayant signé comme agent libre avec les Expos de Montréal le 17 juillet 1989, Derek Aucoin joue dans les ligues mineures avec les Expos de Rockford (niveau A), les Expos de West Palm Beach (niveau A+), les Senators de Harrisburg (AA) et les Lynx d'Ottawa (AAA).
Il apparaît dans deux matchs des majeures avec les Expos de Montréal en mai 1996, lançant deux manches et deux tiers.
Il fait brièvement partie de l'organisation des Mets de New York, avec qui il s'aligne dans les rangs mineurs en 1998.
Derek Aucoin meurt le 26 décembre 2020 à l'âge de 50 ans des suites d´un cancer du cerveau contre lequel il s’est battu pendant un an et demi.